# Culicoides jacksoni
Culicoides jacksoni är en tvåvingeart som beskrevs av Atchley 1970. Culicoides jacksoni ingår i släktet Culicoides och familjen svidknott. Inga underarter finns listade i Catalogue of Life.